# Stephen Noteboom
Pour les articles homonymes, voir Noteboom.
Stephen Noteboom, né le 31 juillet 1969 à Geldrop, est un ancien joueur de tennis professionnel néerlandais.
Il a remporté deux tournois ATP en double à Rosmalen en 1994 sur invitation et à Munich en 1996, ainsi que 7 tournois Challenger entre 1993 et 1998 : Ostende, Natal, Graz, Charleroi, Neumünster, Espinho et Ljubljana.
À l'US Open en 1996, il a battu les no 5 et no 3 mondiaux en double : Byron Black et Grant Connell.

## Palmarès

### Titres en double (2)
| No | Date       | Nom et lieu du tournoi                            | Catégorie    | Dotation  | Surface      | Partenaire    | Finalistes                     | Score         |          |
| -- | ---------- | ------------------------------------------------- | ------------ | --------- | ------------ | ------------- | ------------------------------ | ------------- | -------- |
| 1  | 06-06-1994 | Continental Grass Court Championships Bois-le-Duc | World Series | 288 750 $ | Gazon (ext.) | Fernon Wibier | Diego Nargiso Peter Nyborg     | 6-3, 1-6, 7-6 |          |
| 2  | 29-04-1996 | BMW Open Munich                                   | World Series | 400 000 $ | Terre (ext.) | Lan Bale      | Olivier Delaitre Diego Nargiso | 4-6, 7-6, 6-4 | Parcours |

## Parcours dans les tournois duGrand Chelem

### En simple
N'a jamais participé à un tableau final.

### En double
| Année | Open d'Australie           | Open d'Australie         | Internationaux de France   | Internationaux de France | Wimbledon                  | Wimbledon                    | US Open                      | US Open                  |
| ----- | -------------------------- | ------------------------ | -------------------------- | ------------------------ | -------------------------- | ---------------------------- | ---------------------------- | ------------------------ |
| 1994  | —                          | —                        | —                          | —                        | 1er tour (1/32) F. Wibier  | S. Cannon D. Macpherson      | 1er tour (1/32) H. J. Davids | S. Davis D. Pate         |
| 1995  | —                          | —                        | 1er tour (1/32) W. Arthurs | C. Suk D. Vacek          | 2e tour (1/16) F. Wibier   | M.-K. Goellner I. Kafelnikov | 1er tour (1/32) M. Bauer     | M. Damm K. Nováček       |
| 1996  | 1er tour (1/32) T. Kempers | M. Sinner J. Winnink     | 1/8 de finale L. Bale      | D. Johnson F. Montana    | 1er tour (1/32) L. Bale    | L. Manta A. Richardson       | 2e tour (1/16) F. Wibier     | D. Flach D. Wheaton      |
| 1997  | 1/8 de finale F. Wibier    | E. Ferreira P. Galbraith | 2e tour (1/16) T. Nijssen  | I. Kafelnikov D. Vacek   | 1/8 de finale F. Wibier    | D. Johnson F. Montana        | 2e tour (1/16) F. Wibier     | A. Berasategui D. Roditi |
| 1998  | 1er tour (1/32) F. Wibier  | P. Galbraith B. Steven   | 2e tour (1/16) B. Coupe    | J. Eagle A. Florent      | 1er tour (1/32) T. Nijssen | G. Stafford K. Ullyett       | 1er tour (1/32) F. Wibier    | L. Bale D. Sapsford      |

N.B. : le nom du ou de la partenaire se trouve sous le résultat ; le nom des ultimes adversaires se trouve à droite.